# 張小倫
張小倫（英語：CHEUNG Siu Lun，1985年7月18日—），香港男子劍擊運動員，是香港劍擊隊多年來的領軍人物。2024年十大傑出青年。

## 簡歷
張小倫曾就讀土瓜灣東莞同鄉會學校和新法書院，當時對劍擊仍並未產生太大興趣；及後到廣州跟隨國家級教練王鈺練習，表現才突飛猛進。
2010年，張小倫代表香港參加廣州亞運會擊劍比賽，先取得男子花劍個人銀牌；再伙拍朱詠康、劉國堅和顏冠一取得男子花劍團體銅牌。在男子花劍個人賽中，張先爆冷戰勝了世界第一中國隊的名將雷聲；再在決賽中對戰南韓的崔秉哲，比賽雙方曾戰至14分平手，在二人同時刺中對方時，只有南韓的得分燈號響起，張僅以一分之微落敗。
2012年，張小倫是10名獲得15萬元獎學金備戰2012年倫敦奧運的運動員之一，但在倫敦奧運排名積分截止時世界排名100以外，未能取得奧運參賽資格。
2014年9月，張小倫代表香港參加南韓仁川舉行的亞運會劍擊比賽，與張家朗、楊子加和崔浩然合作贏得男子花劍團體賽銅牌。
在失落2016奧運資格後，張小倫一度萌生退意，但他在2018年亞運會舉行前的亞洲錦標賽，於個人賽及團體賽披金戴銀，且在教練極力挽留下，選擇留隊。
2021年7月，張小倫終於踏上奧運舞台，他在東京奧運男子花劍個人賽64強止步。花劍團體賽則獲得第七名。

## 主要比賽成績
- 世界最高個人排名17位
- 連續十二年亞洲錦標賽獎牌得主
- 2004年

台灣亞洲青少年劍擊錦標賽 花劍個人 銅牌
- 2005年

泰國劍擊公開賽 花劍個人 銀牌
- 2007年

中國南通亞洲劍擊錦標賽 花劍個人 銅牌
- 2008年

全國劍擊冠軍總決賽（中國上海站）花劍個人 銀牌
亞洲劍擊錦標賽 花劍個人 銅牌
世界男子花劍大獎賽（意大利威尼斯站）花劍團體 第八名
- 2009年

亞洲劍擊錦標賽 花劍個人 銅牌
第十一屆全國運動會 花劍團體 第六名
世界男子花劍大獎賽（日本東京站）花劍團體 第八名
- 2010年

香港公開劍擊錦標賽 花劍個人 金牌
廣州亞運會 花劍個人 銀牌
廣州亞運會 花劍團體 銅牌
- 2011年

亞洲劍擊錦標賽 花劍團體 銅牌
世界男子花劍大獎賽（韓國首爾站）花劍團體 第六名
- 2012年

亞洲劍擊錦標賽 花劍團體 銅牌
- 2013年

亞洲劍擊錦標賽 花劍團體 銅牌
亞洲劍擊錦標賽 花劍個人 銅牌
世界劍擊錦標賽 花劍個人 第八名
全國運動會 花劍團體 第四名
東亞運動會 花劍團體 金牌
香港公開劍擊錦標賽 花劍個人 金牌
- 2014年

韓國仁川亞運會 花劍團體 銅牌
亞洲劍擊錦標賽 花劍團體 銅牌
全國劍擊錦標賽 花劍團體 第五名
全國劍擊冠軍賽 花劍團體 第八名
世界男子花劍世界盃（韓國首爾站）花劍團體 第六名
- 2016年

香港劍擊公開錦標賽 花劍團體 冠軍
亞洲劍擊錦標賽 花劍團體 銅牌
全國劍擊冠軍賽 花劍個人 銅牌
全國劍擊冠軍賽 花劍團體 銅牌
- 2017年

亞洲劍擊錦標賽 花劍團體 銅牌
- 全國運動會 花劍團體 銅牌
- 2018年

亞洲劍擊錦標賽 花劍個人 金牌
亞洲劍擊錦標賽 花劍團體 銀牌
藍十字香港劍擊公開賽 花劍個人 銅牌
泰國劍擊公開賽 花劍個人 金牌
泰國劍擊公開賽 花劍團體 金牌
世界男子花劍世界盃（韓國波恩站）第七名
- 2019年

世界男子花劍世界盃（埃及開羅站）第六名
世界男子花劍世界盃（日本東京站）第七名
- 2021年

：東京奧運會團體 第七名
全國運動會 花劍團體 銅牌

## 榮譽
- 香港特區政府嘉獎

行政長官社區服務獎狀（2011年）
- 香港傑出運動員選舉

「香港傑出運動員」（2013年）
- 南區交通安全大使 2019年